# لیگ والیبال مردان اروپا
لیگ والیبال اروپا  (به انگلیسی: Men's European Volleyball League) یک تورنومنت والیبال که به صورت سالانه توسط کنفدراسیون والیبال اروپا برگزار می شود. لیگ اروپا در سال ۲۰۰۴ بنیان‌گذاری شد. این تورنمنت معادل لیگ جهانی و جایزه بزرگ جهان در اروپا است. این لیگ با هدف شرکت کردن تیم های اروپایی است که برای حضور لیگ جهانی و جایزه بزرگ جهان مجاز نشده اند.